# Liste der Kulturdenkmale in Schrozberg

Wappen von Schrozberg

In der Liste der Kulturdenkmale in Schrozberg sind Bau- und Kunstdenkmale der Stadt Schrozberg verzeichnet, die im „Verzeichnis der unbeweglichen Bau- und Kunstdenkmale und der zu prüfenden Objekte“ des Landesamts für Denkmalpflege Baden-Württemberg verzeichnet sind. Dieses Verzeichnis ist nicht öffentlich und kann nur bei „berechtigtem Interesse“ eingesehen werden. Die folgende Liste ist daher nicht vollständig. Im Bereich des Stadtteils Bartenstein gibt sie Angaben des Denkmalpflegerischern Werteplans der Gesamtanlage Bartenstein wieder.

## Kulturdenkmale nach Stadtteilen

### Bartenstein
Kulturdenkmale in Bartenstein mit der ehem. Stadt Bartenstein (⊙), dem Weiler Klopfhof (⊙) und dem Gehöft Wengertshof (⊙):
| Bild           | Bezeichnung                                                            | Lage                                                                  | Datierung | Beschreibung | ID |
| -------------- | ---------------------------------------------------------------------- | --------------------------------------------------------------------- | --------- | --- | -- |
| Weitere Bilder | Gesamtanlage                                                           | Bartenstein                                                           |           | Bartenstein verfügt über das in hohem Maße geschlossene historische Ortsbild einer im 18. Jh. planmäßig ausgebauten hohenlohischen Kleinresidenz, über eine bis heute weitgehend unveränderte Grundriss- und Parzellenstruktur und über einen relativ großen Anteil an historischer Bausubstanz. Das barock geprägte, die historischen Gestaltungs- und Funktionszusammenhänge sowie die soziale Hierarchien des Hofes anschaulich widerspiegelnde Ortsbild kann auch als gebautes Hofzeremoniell verstanden werden. An der Erhaltung der barocken Landresidenz besteht deshalb ein besonderes öffentliches Interesse. Die historische Ortsgestalt des ist durch zwei wesentliche Teilelemente entscheidend bestimmt: Das fürstliche Schloss am westlichen, topographisch durch die unverbaute Spornlage besonders hervorgehobenen Ortsrand mit vorgelagertem Platz und anschließendem Schlossgarten Der östlich und nördlich anschließende Ort mit einer an planmäßigen, linearen Achsen orientierten Wohnbebauung als Kennzeichen barocker Stadtgestaltung. Geschützt nach § 19 DSchG |    |
|                | Ehem. Hofglaserhaus                                                    | Alte Steige 20 (alte Haus Nr. 144) (Karte)                            |           | Eingeschossiges verputztes Fachwerkhaus in Hanglage auf massivem Sockel bzw. Kellergeschoss, Satteldach, im Osten Halbwalm, profilierte Traufe, um 1770 erbaut; seitlich angrenzend Stützmauern der Alten Steige; rückwärtig erhaltenswerte Gartenfläche am Hang. Geschützt nach §§ 2 (Gebäude) DSchG |    |
| Weitere Bilder | Gütbacher oder Stettener oder Oberes Torhaus                           | Käppelesgasse 16 (alte Haus Nr. 58) (Karte)                           |           | Zweigeschossiges Torhaus, verputzter Massivbau mit Satteldach, auf der Südseite mit Dachgaupe aus der Zeit um 1900, rundbogige Durchfahrt, um 1765 erbaut, 1937/40 kleinere Reparaturen, 1962 Behebung von Manöverschäden, 2004 Dachinstandsetzung. Geschützt nach §§ 28 (Gebäude) DSchG |    |
| Weitere Bilder | Wohnhaus, später Bäckerei                                              | Klopfhofstraße 5 (alte Haus Nr. 72) (Karte)                           |           | Zweigeschossiger verputzter Fachwerkbau, straßenseitig mit Laubengang auf Holzsäulen, Mansardwalmdach, Eingangstüre klassizistisch, um 1790 als einstöckiges Hofhandwerkerhaus erbaut, um 1840 als Bäckerei aufgestockt, 1987 Innenrenovierung; zugehöriger Garten an der Klopfhofstraße anstelle ehem. Nebengebäude. Geschützt nach §§ 2 (Gebäude) DSchG |    |
| Weitere Bilder | Pfarrhaus mit Kruzifix und Rest des Klopfhoftores                      | Klopfhofstraße 9 (alte Haus Nr. 156) (Karte)                          |           | Zweigeschossiger verputzter Massivbau, zur Straße Seitenrisalit, aufwändig neubarock gestaltete Tür- und Fenstergewände, Halmwalmdächer auf geschnitzten Knaggen, Windfahne und Turmknöpfe, 1902 als neues kath. Pfarrhaus erbaut; zugehöriger, zur Klopfhofstraße mit Mauer eingefriedeter Garten, in der Mauer schmiedeeisernes Tor an jugendstilhaften Pfeilern sowie gartenseits der figural geschmückte Keilstein des 1767 erbauten und 1945 zerstörten Unteren oder Klopfhoftores; an der Mauer Sandstein-Kruzifix mit Vorgitter, 2. Hälfte 19. Jh. Geschützt nach §§ 2 (Gebäude) DSchG |    |
| Weitere Bilder | Schloss Bartenstein                                                    | Schlossplatz 1 (alte Haus Nr. 1) (Karte)                              | 18. Jh.   | Dreiflügeliger Schlossbau der Fürsten von Hohenlohe-Bartenstein, dreigeschossiger Westflügel mit Corps de logis, als Mittelpavillon hervorgehoben durch Mansarddach, Frontispiz mit aufwändigem Allianzwappen; nach außen schwenkende, gegen die Stadt sich öffnende dreigeschossige Flügelbauten mit Einzug zum Ehrenhof, darin die ehem. Türme der alten Burg als Rondelle, im Hof Röhrenbrunnen, ab 1711 Baubeginn anstelle einer mittelalterlichen Burg mit der neuen kath. Hofkirche, 1749–53 Neuer Bau (Südflügel mit Marstall), ab 1762 Ausbau zur Dreiflügelanlage mit Corps de logis, 1769 weitgehender Abschluss, Planung durch versch. Baumeister, unter anderem B. Schießer, A. Gallasini und G. Wölfling; Innenausstattung des 18. Jhs. Geschützt nach §§ 28 (Gebäude) DSchG |    |
| Weitere Bilder | Schlosskirche                                                          | Schlossplatz 2 (alte Haus Nr. 1) (Karte)                              |           | Katholische Pfarr- und Schlosskirche St. Philippus, Saalbau mit Lisenengliederung und 3 rundbogigen Fenstern, barockes Prunkportal, östlich vorgestellter quadratischer Turm mit achteckigem Aufsatz und Welscher Haube, im Inneren Muldengewölbe, Rechteckchor, Stuckierung und Freskierung, Herrschafts- und Orgelempore, Altäre; 1711 Baubeginn nach Plänen des Bamberger Baudirektors B. Schüßler, 1716 geweiht, der alte Schloss-/Burgturm 1726–28 erhöht und als Kirchturm genutzt. Geschützt nach §§ 28 (Gebäude) DSchG |    |
| Weitere Bilder | Ehemalige Hofkanzlei                                                   | Schlossplatz 3 (alte Haus Nr. 1) (Karte)                              |           | Teil des fürstlichen Schlosses, siehe Schlossplatz 1. Geschützt nach §§ 28 (Gebäude) DSchG |    |
| Weitere Bilder | Ehemalige Schlossschule                                                | Schlossplatz 4 (Karte)                                                |           | Zweigeschossiges verputztes Fachwerkgebäude mit Walmdach, profiliertes Stockwerksgesims, im EG ehem. Arkadengang mit fünf korbbogigen (heute zugesetzten) Bogenfeldern, das mittlere leicht risalitartig vorspringend, das westlichste zur Hälfte vermauert und als Eingang dienend, 1765 als nordöstlicher Schlosspavillon im Bereich des ehem. Burggrabens erbaut, damit Erweiterung der Dreiflügelanlage. Geschützt nach §§ 28 (Gebäude) DSchG |    |
| Weitere Bilder | Ehem. Tafeldecker- und Mundkochhaus, später Gasthaus Adler             | Schlossplatz 5 (alte Haus Nr. 70) (Karte)                             |           | Zweigeschossiges verputztes Gebäude (EG massiv) mit symmetrischer Fassadengliederung (Fenster mit Keilsteinen), Mansarddach, leicht vorspringender Mittelrisalit, darin Doppeleingang von geschweiftem Bogen bekrönt, profiliertes Traufgesims, 1767–68 nach Entwürfen von Baudirektor Gallasini erbaut; rückwärtig jüngere Anbauten und erhaltenswerte Gartenfläche. Das ehem. Hofbeamtenhaus wurde seit dem frühen 19. Jh. als Gasthaus zum Adler genutzt. Geschützt nach §§ 2 (Gebäude) DSchG |    |
| Weitere Bilder | Ehemaliges Hofarzthaus (Nr. 6), ehemaliges Hofmarschallhaus (Nr. 7)    | Schlossplatz 6 und 7 (alte Haus Nr. 68/69) (Karte)                    |           | Zweieinhalbgeschossiges verputztes Gebäude mit symmetrischer Fassadengliederung (geohrte Fenster mit Keilsteinen), flaches Walmdach, leicht vorspringender Mittelrisalit, darin Doppeleingang von geschweiftem Bogen bekrönt, profiliertes Traufgesims über Mezzaningeschoß, 1767 nach Entwürfen von Baudirektor Gallasini erbaut, das ursprünglich anzunehmende Mansarddach schon im 19. Jh. umgebaut, Nr. 6: 1972 Fassadeninstandsetzung und Dacherneuerung, 1994 und 2002 neue Fenster; Nr. 7: 1972 Fassadeninstandsetzung, 1975 teilweise Hofraumüberbauung, 2002 Dach- und Fassadeninstandsetzung. Geschützt nach §§ 2 (Gebäude) DSchG |    |
| Weitere Bilder | Ehemaliges Hofkammergericht (Nr. 8), ehemaliges Mundschenkhaus (Nr. 9) | Schlossplatz 8 und 9 (alte Haus Nr. 4 und 5) (Karte)                  |           | Zweigeschossiges verputztes Gebäude mit symmetrischer Fassadengliederung (Fenster mit Keilsteinen), Mansarddach mit Zwerchhaus über leicht vorspringendem Mittelrisalit, darin Doppeleingang von geschweiftem Bogen bekrönt, profiliertes Traufgesims, 1769 nach Entwürfen von Baudirektor Gallasini erbaut, im 19. Jh. Aufbau des Zwerchhauses; Nr. 9: 1983 umfassende Sanierung außen und innen; Nr. 8: 1969 umfassende Sanierung innen und außen, 1970 Sanierung der Gartenterrassen; rückwärtig erhaltenswerte Gartenfläche am Hang. Geschützt nach §§ 2 (Gebäude) DSchG |    |
| Weitere Bilder | Ehemalige Wache und Hofbedienstetenwohnung                             | Schlossplatz 10 (alte Haus Nr. 1) (Karte)                             |           | Zweigeschossiges verputztes Gebäude mit symmetrischer Fassadengliederung (Fenster mit Keilsteinen), Mansarddach mit Zwerchhaus über leicht vorspringendem Mittelrisalit, darin Doppeleingang von geschweiftem Bogen bekrönt, profiliertes Traufgesims, 1769 nach Entwürfen von Baudirektor Gallasini erbaut, im 19. Jh. Aufbau des Zwerchhauses; Nr. 9: 1983 umfassende Sanierung außen und innen; Nr. 8: 1969 umfassende Sanierung innen und außen, 1970 Sanierung der Gartenterrassen; rückwärtig erhaltenswerte Gartenfläche am Hang. Geschützt nach §§ 28 (Gebäude) DSchG |    |
|                | Pumpbrunnen                                                            | Schlossplatz Flnr. 29                                                 |           | Gusseiserner Pumpbrunnen in Säulenform, mit Schale, ornamentiert, der Wasserspeier figürlich (Löwenkopf), errichtet in der 2. Hälfte des 19. Jhs., in der Brunnensäule bezeichnet (nach dem örtlich ansässigen) „Mechaniker E. Haag“. Geschützt nach §§ 2 (Kleindenkmal) DSchG |    |
|                | Ehem. Soldaten- und Handwerkerhaus                                     | Schlossstaffel 12 (alte Haus Nr. 137) (Karte)                         |           | Eingeschossiges, teilweise verputztes, teilweise später freigelegtes Fachwerkhaus in Hanglage auf massivem Sockel bzw. Kellergeschoß, abgeschrägte Hausecke im Südwesten, Halbwalmdach, um 1750 erbaut, 1831 nach Westen abknickend verlängert, 2007 Fassadeninstandsetzung; angrenzend Stützmauern der Schlossstaffel; zugehörige kleine erhaltenswerte Gartenfläche am Hang. Geschützt nach §§ 2 (Gebäude) DSchG |    |
| Weitere Bilder | Ehem. Hofratshaus                                                      | Schlossstraße 6 (alte Haus Nr. 9) (Karte)                             |           | Zweigeschossiges verputztes Fachwerkhaus mit massivem EG, Satteldach, nach Osten abgewalmt, teils geohrte Fenstergewände, um 1765 erbaut, 1869 bzw. 1876 durchgreifender Umbau des Daches und Zusammenbau mit Schlossstraße 4, 2001 umfassende Sanierung (Fassadeninstandsetzung, Innenrenovierung, dabei Rückbau der Einbauten des frühen 20. Jhs.); rückwärtig erhaltenswerte Gartenfläche am Hang. Geschützt nach §§ 2 (Gebäude) DSchG |    |
| Weitere Bilder | Orangerie                                                              | Schlossstraße 7 (alte Haus Nr. 66/2)                                  |           | Lang gestreckter Orangeriebau, Massivbau mit Glasfront nach Süden (verbrettert), Satteldach, in Nachfolge der barocken Orangerie 1914 errichtet. Geschützt nach §§ 2 (Gebäude) DSchG |    |
| Weitere Bilder | Gartenpavillon                                                         | Schlossstraße 9 (alte Haus Nr. 66/1)                                  |           | Über quadratischem Grundriss errichteter Pavillon mit Rundumbelichtung durch große stichbogige Fenster, Fassadengliederung mit stuckierten Pilastern, vier risalitartig ausgebildete Portale, das Hauptportal im Süden mit Portikus und Segmentgiebel betont, mittig eingezogene dreiachsige Laterne aus Fachwerk mit Mansard-Zeltdach, wohl um 1768 errichtet, 1953–61 weitgehender Wiederaufbau nach Kriegsschäden und Umbau zu Wohnzwecken (Unterteilung des EG, Erhöhung des Dachhauses), 1989 Instandsetzung Dach und Fenster. Geschützt nach §§ 28 (Gebäude) DSchG |    |
| Weitere Bilder | Ehem. Hofratshaus                                                      | Schlossstraße 12 (alte Haus Nr. 11) (Karte)                           |           | Zweigeschossiger verputzter Massivbau, Krüppelwalmdach, symmetrische Fassadengliederung mit 7 Achsen und seitlich versetztem Hauseingang, geohrte Fenster- und Türöffnungen, profilierte Traufe, erbaut vor 1770, 1954 umfassende Umbauten und Zusammenbau mit dem Nachbargebäude, dabei lt. Baukarten das ursprüngliche Mansarddach durch das heutige ersetzt; rückwärtig erhaltenswerte Gartenfläche am Hang. Geschützt nach §§ 2 (Gebäude) DSchG |    |
| Weitere Bilder | Ehem. Oberstallmeisterhaus, später Gasthaus zum Ochsen                 | Schlossstraße 14 (alte Haus Nr. 12) (Karte)                           |           | Zweigeschossiger verputzter Massivbau, Walmdach, symmetrische Fassadengliederung mit 7 Achsen und mittigem Hauseingang, geohrte Fenster- und Türöffnungen (Neurenaissance-Türblatt, spätes 19. Jh.), profilierte Traufe, erbaut kurz vor 1765, im EG jüngeres Schaufenster der ehem. Metzgerei; 1999 Abbruch der 1927 errichteten Scheune im Rückbereich; rückwärtig erhaltenswerte Gartenfläche am Hang. Geschützt nach §§ 2 (Gebäude) DSchG |    |
| Weitere Bilder | Ehem. Hofgärtnerhaus                                                   | Schlossstraße 15 (alte Haus Nr. 66) (Karte)                           |           | Zweigeschossiger verputzter Fachwerkbau, Walmdach, symmetrische Fassadengliederung mit 3 zu 2 Achsen, im EG geohrte Fensteröffnungen mit Keilsteinen, profilierte Traufe, in Eckquader im EG bezeichnet 1756, der Ausbau des OG um 1769. Geschützt nach §§ 2 (Gebäude) DSchG |    |
| Weitere Bilder | Ehem. Hofratshaus                                                      | Schlossstraße 16 (alte Haus Nr. 13) (Karte)                           |           | Zweigeschossiger verputzter Massivbau, Walmdach, symmetrische Fassadengliederung mit 7 Achsen und mittigem Hauseingang, geohrte Fenster- und Türöffnungen, profilierte Traufe, aufgeputzte Eckquaderung, erbaut um 1765; rückwärtig erhaltenswerte Gartenfläche am Hang. Geschützt nach §§ 2 (Gebäude) DSchG |    |
| Weitere Bilder | Ehem. Wasserhäuschen, später Gefallenendenkmal                         | Schlossstraße 19 (Flnr. 22/3) (Karte)                                 |           | Wasserhäuschen, kleiner quadratischer Sandsteinbau, profiliertes Abschlussgesims und Bekrönung mit Kugel, rückseitig durch Türe erschlossen; an der Vorderseite des Häuschens Tafel für die Verstorbenen des 1. Weltkriegs (mit Eichenlaub und Stahlhelmrelief), flankiert von zwei Tafeln für die Verstorbenen des 2. Weltkriegs, im Kern spätes 18. Jh., Veränderungen nach 1918 und 1945. Geschützt nach §§ 2 (Gebäude) DSchG |    |
| Weitere Bilder | Ehemaliges Hofbaumeisterhaus, später Altes Rathaus                     | Schlossstraße 19 (alte Haus Nr. 50) (Karte)                           |           | Zweigeschossiger verputzter Massivbau mit Mansarddach, Ecklisenen, profiliertes Geschoss- und Traufgesims, nach Westen leicht vorspringender Mittelrisalit, darin geohrtes und profiliertes, segmentbogiges Portal (ebenso die Fenster gestaltet), um 1760 erbaut, 2004 Fassadeninstandsetzung; rückwärtig erhaltenswerte Gartenfläche. Geschützt nach §§ 2 (Gebäude) DSchG |    |
| Weitere Bilder | Ehem. Hofrats- bzw. Hoffaktorshaus, später Apotheke                    | Schlossstraße 20 (alte Haus Nr. 14) (Karte)                           |           | Zweigeschossiger verputzter Fachwerkbau auf massivem EG, Halbwalmdach, profilierte Traufe, symmetrische Fassadengliederung mit (ursprünglich) 5 Achsen, mittiger Hauseingang (Türblatt aufwändig gestaltet, mit Aesculapstab, um 1900) mit Oberlicht, dort bezeichnet 1764, 1837 um eine Achse nach Westen erweitert und Dach umgebaut, 1977 umfassende Sanierung (Innenrenovierung, Abbruch Anbauten, Fenstererneuerung, Fassadeninstandsetzung); rückwärtig erhaltenswerte Gartenfläche am Hang. Geschützt nach §§ 2 (Gebäude) DSchG |    |
|                | Ehem. Oberamtshaus                                                     | Schlossstraße 21 (alte Haus Nr. 49) (Karte)                           |           | Zweigeschossiger verputzter Fachwerkbau, flaches jüngeres Satteldach anstelle eines sehr steilen Mansarddaches (siehe historische Fotografie), Fassadengliederung mit 6 Achsen im OG mit unterschiedlicher Gestaltung der Fensteröffnungen (je 3 mal gerader und segmentbogiger Abschluss), im EG ein seitlich versetzter und ein jüngerer Hauseingang, profilierte Traufe, Kern 18. Jh. (altes Wachhaus bis 1760), danach Oberamtshaus, in den Jahren 1783–98 umgebaut (Verbreiterung und Zusammenbau mit den Nachbarhäusern), 2007 Fassadeninstandsetzung. Geschützt nach §§ 2 (Gebäude) DSchG |    |
| Weitere Bilder | Ehem. Hofapotheke, später Gasthaus, heute Rathaus                      | Schlossstraße 22 (alte Haus Nr. 15) (Karte)                           |           | Zweigeschossiger verputzter Fachwerkbau auf massivem EG, Walmdach, symmetrische Fassadengliederung mit 8 Achsen und mittigem Hauseingang sowie 2 achsigem, leicht vorspringendem Mittelrisaliten, geohrte Fenster- und Türöffnungen im EG, erbaut 1769, 1950 umfassender Umbau, 2006 umfassende Sanierung (Umbau innen, Fassadeninstandsetzung, Dachdeckung); rückwärtig erhaltenswerte Gartenfläche am Hang. Geschützt nach §§ 2 (Gebäude) DSchG |    |
| Weitere Bilder | So genannter Langer Bau, altes Hofratshaus                             | Schlossstraße 24, 26, 28 (alte Haus Nr. 17, 18, 19) (Karte)           |           | Zweigeschossiger, lang gestreckter und verputzter Massivbau, Satteldach, nach Osten abgewalmt, bei Nr. 26 mit Zwerchhaus, jeweils symmetrische Fassadengliederung mit 5 (Nr. 26 und 28) bzw. 8 (Nr. 24) Achsen und mittigen Hauseingängen (mit Überdachungen, die mittlere bei Nr. 26 mit gesprengtem Dreiecksgiebel), profilierte Traufe, gemeinsamer Gewölbekeller unter den drei Häusern, erbaut 1749 anstelle eines Vorgängerbaus; rückwärtig erhaltenswerte Gartenflächen am Hang mit kleinem Nebengebäude. Geschützt nach §§ 2 (Gebäude) DSchG |    |
| Weitere Bilder | Ehem. Hofbäcker- und Hofknopfmacherhaus                                | Schlossstraße 25 (alte Haus Nr. 47) (Karte)                           |           | Zweigeschossiger verputzter Fachwerkbau mit massivem EG, Walmdach, symmetrische Fassadengliederung mit 5 Achsen und mittigem Hauseingang, profilierte Traufe, Originalgebäude lt. denkmalpflegerischem Werteplan erbaut vor 1745, abgerissen 2023 nach Brand im Jahr 2008 und folgendem Leerstand (im Zuge des Abrisses wurde das Baujahr in einer Bauaufnahme auf das Jahr 1767 datiert); rückwärtig Ökonomiegebäude, Fachwerk mit Backsteinausfachung, 19. Jh. (erhaltenswert); rückwärtig kleine erhaltenswerte Gartenfläche. Geschützt nach §§ 2 (Gebäude) DSchG |    |
| Weitere Bilder | Ehem. Hofmaurerhaus, später Werkstatt                                  | Schlossstraße 30 (alte Haus Nr. 20) (Karte)                           |           | Zweigeschossiger verputzter Massivbau, Halbwalmdach mit seitlichem Zwerchhaus, symmetrische Fassadengliederung mit 8 Achsen und mittigem Hauseingang, im EG östlich Schaufenster mit rahmenden Pilastern (spätes 19. Jh.), erbaut um 1765, 1886 Aufbau Zwerchhaus, 1997 Restaurierung des Schaufensters; rückwärtig erhaltenswerte Gartenfläche am Hang. Geschützt nach §§ 2 (Gebäude) DSchG |    |
|                | Ehem. Hofseilerhaus                                                    | Schlossstraße 36 (alte Haus Nr. 26) (Karte)                           |           | Zweigeschossiger verputzter Massivbau, Walmdach, symmetrische Fassadengliederung mit 4 Achsen und seitlichem Hauseingang, geohrtes Türgewände, um 1770 erbaut; rückwärtig erhaltenswerte Gartenfläche am Hang. Geschützt nach §§ 2 (Gebäude) DSchG |    |
| Weitere Bilder | Riedbacher oder Rothenburger Torhaus                                   | Schlossstraße 48 (alte Haus Nr. 39) und 37 (alte Haus Nr. 36) (Karte) | 1767-1811 | Zweigeschossiges Torhaus (Nr. 48), verputzter Massivbau mit Mansard-Halbwalmdach und Glockenaufsatz, in der Mansarde je eine Uhr, auf der östlichen stadtabgewandten Seite die rundbogige Durchfahrt mit plastisch gegliedertem Gewände und flankierenden Pilastern, Keilstein als Fratze, darüber jünger angebrachte Spolie eines Bärtigen sowie Fürstenbüste, Tor erbaut 1767, 1811 lt. Bauakten umfangreiche Umbauten (unter anderem Neukonstruktion des Daches), 1949/51 Instandsetzung, 1962 Behebung von Manöverschäden, 1981 Fassaden- und Dachinstandsetzung, 1995 Innenrenovierung, 2004 Behebung von LKW-Schaden; nördlich anschließender Teil (Nr. 37) zweigeschossig mit Satteldach, im Inneren ehem. Arrestzelle, im Kern wohl frühes 19. Jh. (erhaltenswert). Geschützt nach §§ 28 (Gebäude) DSchG |    |
|                | Ehem. fürstliche Ziegelhütte, später Gasthaus zum Kaiser               | Schlossstraße 74 (alte Haus Nr. 88) (Karte)                           |           | Zweigeschossiger verputzter Fachwerkbau mit massivem EG und Westgiebel (modern verbrettert), hohes Halbwalmdach, symmetrische Fassadengliederung mit 4 Achsen, 1738 erbaut. Das Haus wurde ursprünglich als fürstliche Ziegelhütte erbaut und ab 1797 als Gaststätte zum Kaiser umgenutzt. Geschützt nach §§ 2 (Gebäude) DSchG |    |
|                | Schlosspark oder Hofgarten                                             | Schlossstraße Flnr. 60 und 62 (Karte)                                 |           | Aus topographischen Gründen nicht direkt am Schloss, sondern an der Nordseite der Schlossstraße angelegter Park, an der Südseite drei Terrassen (hier ehem. mittig Treppe zur Schlossstr.), im Süden durch hölzernen Zaun zwischen Steinpfeilern auf Mauer von 1753 umfriedet (1993 Erneuerung des Zauns), westlich und östlich durch Mauern eingefasst, nach Norden hin offener Übergang in die Feldflur, Zugang am Schlossplatz mit Freitreppe und schmiedeeisernem Tor zwischen Steinpfeilern von 1768, ähnlich geartet auch der Zugang an der Käppelesgasse, südlicher Teil mit streng geometrischem Grundriss, nördlicher mit geschwungenen Wegeverläufen und ovalem Teich, überwiegend alter Baumbestand; zugehörig Orangerie, Pavillon und Hofgärtnerhaus (siehe jeweils dort), begonnen als Barockgarten 1716, verändert im englischen Landschaftsstil Ende 18. Jhs. oder fr. 19. Jh. (dabei unter anderem 1818 Abbruch des Theaterbaus des 18. Jhs.) Geschützt nach §§ 2 (Gartenfläche) DSchG                                                                                  |    |
|                | Friedhof mit Grabdenkmälern                                            | Schlossstraße Flnr. 97 (Karte)                                        |           | Ursprünglich rechteckige Anlage vor dem Riedbacher Tor gelegen, terrassierte, von Mauer umfriedete Anlage, eröffnet 1737, nach Osten erweitert 1853; an der Nordwand Sandsteinkruzifix in barock gerahmter Ädikulanische auf ornamentiertem Sockel mit Totenkopf, gestiftet von Graf Carl Philipp (1702–63), 1988 saniert; davor die Gruft der Gräfin Ludovika Elisabetha de Dreux, errichtet 1795/1801, mit Urne; östlich in der Friedhofsmauer die zugehörige Grabplatte der Gräfin, Zugang durch schmiedeeisernes Tor. Geschützt nach §§ 2 (Gartenfläche) DSchG |    |

### Ettenhausen
Kulturdenkmale in Ettenhausen mit dem Dorf Ettenhausen (⊙), den Weilern Ganertshausen (⊙), Hirschbronn (⊙), Mäusberg (⊙) und Wittmersklingen (⊙) und den Wohnplätzen Mittelmühle (⊙) und Walkersmühle (⊙):
| Bild           | Bezeichnung         | Lage                            | Datierung | Beschreibung                                                      | ID |
| -------------- | ------------------- | ------------------------------- | --------- | ----------------------------------------------------------------- | -- |
| Weitere Bilder | Evangelische Kirche | Bartensteiner Straße 38 (Karte) | 1334–1765 | evangelische Kirche Ettenhausen, Umbau 1785, Turm 13. Jahrhundert |    |

### Leuzendorf
Kulturdenkmale in Leuzendorf mit dem Dorf Leuzendorf (⊙), den Weilern Bossendorf (⊙), Funkstatt (⊙), Gemmhagen (⊙), Hechelein (⊙), Kleinbärenweiler (⊙), Spindelbach (⊙), Standorf (⊙), Windisch-Bockenfeld (⊙) und Wolfskreut (⊙):
| Bild | Bezeichnung | Lage                  | Datierung | Beschreibung           | ID |
| ---- | ----------- | --------------------- | --------- | ---------------------- | -- |
|      | St. Albanus | Leuzendorf 21 (Karte) | 1346-1729 | Ev. Kirche St. Albanus | BW |
|      | Schule      | Leuzendorf 33         | 1895      | Ehemalige Volksschule  |    |

### Riedbach
Kulturdenkmale in Riedbach mit dem Dorf Riedbach (⊙), den Weilern Eichholz (⊙), Eichswiesen (⊙), Gütbach (⊙), Heuchlingen (⊙), Hornungshof (⊙) und Reichertswiesen (⊙) und den Wohnplätzen Fallhaus (⊙) und Zollhaus (⊙):
| Bild | Bezeichnung          | Lage           | Datierung    | Beschreibung | ID |
| ---- | -------------------- | -------------- | ------------ | --- | -- |
|      | St. Ägidius          | Kaiserstraße 9 | 14. Jh./1762 | evangelische Kirche St. Ägidius in Riedbach (§28) mit Kirchhof und Mauer (Sachgesamtheit §2). Neubau 1762, nach Plänen von Gallasini. |    |
|      | Burg Riedbach        | (Karte)        |              | | BW |
|      | Burg Alt-Bartenstein | (Karte)        |              | | BW |

### Schmalfelden
Kulturdenkmale in Schmalfelden mit dem Dorf Schmalfelden (⊙) und den Weilern Großbärenweiler (⊙), Lindlein (⊙) und Speckheim (⊙):
| Bild | Bezeichnung        | Lage                    | Datierung | Beschreibung                                                              | ID |
| ---- | ------------------ | ----------------------- | --------- | ------------------------------------------------------------------------- | -- |
|      | Schul- und Rathaus | Schmalfelden 32 (Karte) | 1842-1873 | Schul- und Rathaus                                                        | BW |
|      | St. Laurentius     | Schmalfelden 42 (Karte) |           | Ev. Kirche St. Laurentius (§28) mit Kirchhofmauerrest (Sachgesamtheit §2) | BW |

### Schrozberg
Kulturdenkmale in der Kernstadt Schrozberg mit der Stadt Schrozberg (⊙), den Weilern Kälberbach (⊙), Könbronn (⊙), Krailshausen (⊙), Kreuzfeld (⊙), Reupoldsrot (⊙), Sigisweiler (⊙) und Zell (⊙) und den Wohnplätzen Berghaus (⊙), Obere Mühle (⊙) und Schrozberg im Tal (⊙):
| Bild           | Bezeichnung         | Lage                               | Datierung       | Beschreibung | ID |
| -------------- | ------------------- | ---------------------------------- | --------------- | --- | -- |
| Weitere Bilder | Bahnhof Schrozberg  | Bahnhofstraße 10, 12 (Karte)       | 1869            | Bahnhof. Teil der Sachgesamtheit Bahnstrecke Bad Mergentheim-Crailsheim: Württembergische Taubertalbahn mit Bahnhöfen, Nebengebäuden, Brücken, Gleisanlagen und sämtlichem stationärem und beweglichem Zubehör, 1869 erbaut. |    |
|                | Friedhof            | Blaufeldener Straße (Karte)        | 19. Jh.         | Friedhof mit Ummauerung, Torpfeilern, Torgitter, Eisentür, histor. Grabsteine, sowie Gefallennen-Denkmal (Sachgesamtheit).                                                                                                   | BW |
|                | Schloss Schrozberg  | Krailshausener Straße 15 (Karte)   | 1441-1701       | Ehem. Schloss |    |
|                | St. Simon und Judas | Marktplatz 2 (Karte)               | 1614            | Ev. Kirche St. Simon und Judas |    |
|                | Schule              | Schrozberg, Neukreut 4 (Karte)     |                 | [ 7 ] | BW |
|                | St. Martin          | Krailshausen, Kirchgasse 4 (Karte) | 14. Jh./19. Jh. | Ev. Kirche St. Martin | BW |

### Spielbach
Kulturdenkmale in Spielbach mit dem Dorf Spielbach (⊙), den Weilern Böhmweiler (⊙), Bovenzenweiler (Bonifaziusweiler) (⊙), Enzenweiler (⊙), Heiligenbronn (⊙), Hummertsweiler (⊙), Obereichenrot (⊙) und Untereichenrot (⊙) und den Höfen Keitelhof (⊙) und Schöngras (⊙):
| Bild | Bezeichnung   | Lage                     | Datierung | Beschreibung             | ID |
| ---- | ------------- | ------------------------ | --------- | ------------------------ | -- |
|      | St. Sebastian | Heiligenbronn 21 (Karte) |           | Ev. Kirche St. Sebastian | BW |
|      | St. Eucharius | Spielbach 28 (Karte)     |           | Ev. Kirche St. Eucharius | BW |
|      | Rathaus       | Spielbach 34 (Karte)     | 1909-1911 | Rathaus                  | BW |

## Abkürzungen
(d) dendrochronologisch bestimmt